# Floyd Council
Floyd Council (* 2. September 1911 in Chapel Hill, North Carolina; † 9. Mai 1976 in Sanford, North Carolina) war ein US-amerikanischer Blues-Gitarrist, Mandolinenspieler und Sänger. In den 1930ern machte er mit Blind Boy Fuller und solo Aufnahmen. Auf einigen Platten wird er als „Blind Boy Fuller’s buddy“ (Blind Boy Fullers Kumpel) geführt. Andere Aufnahmen erschienen unter den Namen „Dipper Boy Council“ und „The Devil’s Daddy-in-Law“ (des Teufels Schwiegerpapa).
Seine Karriere als Musiker begann auf den Straßen seiner Heimatstadt, wo er mit Freunden musizierte. Dort wurde er 1937 von dem Talentsucher einer Plattenfirma entdeckt. Nach eigenen Angaben in einem späten Interview nahm er in den folgenden Jahren insgesamt 27 Stücke auf. In den 1960ern wurde seine Karriere jäh durch einen Schlaganfall gestoppt. Er starb 1976.

## Das „Floyd“ in Pink Floyd
Der exzentrische Kunststudent Syd Barrett benannte 1966 seine Band The Pink Floyd Sound (später nur Pink Floyd) nach den Vornamen von Pink Anderson und Floyd Council, von denen er im Hüllentext von Paul Oliver zu der im Jahr 1962 erschienenen Blind-Boy-Fuller-LP Country Blues 1935-1940 (Philips BBL-7512) gelesen hatte: „Curley Weaver and Fred McMullen, (…) Pink Anderson or Floyd Council – these were a few amongst the many blues singers that were to be heard in the rolling hills of the Piedmont, or meandering with the streams through the wooded valleys.“